# Bitwa pod Stawiszczami
Bitwa pod Stawiszczami – de facto oblężenie miasteczka Stawiszcze przez oddziały koronne Stefana Czarnieckiego, toczyło się od lipca do października 1664, na skutek rebelii miasta przeciw wojskom Stefana Czarnieckiego dokonującym tłumienia zbuntowanej Ukrainy oraz ponowne zdobycie miasta w styczniu 1665 na skutek kolejnej rebelii, całkowite zniszczenie i spalenie miasta.
Oblężenie Stawiszczy było jednym z epizodów wyprawy wojewody kijowskiego Stefana Czarnieckiego na zbuntowaną prawobrzeżną Ukrainę w latach w 1664/65. W lecie 1664 roku miasto Stawiszcze niedaleko Kijowa zbuntowało się przeciwko władzy Rzeczypospolitej. Po długim, 4-miesięcznym oblężeniu, mieszkańcy Stawiszczy poddali miasteczko Polakom na skutek głodu i wyniszczenia załogi, pod koniec października 1664 roku. Po zdobyciu murów miasta, dowódcy kozaccy zostali zaaresztowani i straceni, a samo miasto musiało zapłacić odszkodowanie wojskom Czarnieckiego.
Jednakże kilka miesięcy później, w 1665, Stawiszcze ponownie się zbuntowało. Wówczas Stefan Czarniecki wraz ze swoją dywizją zdobył miasto ponownie, tym razem już nakazał wymordować wszystkich mieszkańców i całe miasto spalić.

## Bunt Stawiszczy i początek oblężenia
W czerwcu 1664 roku wybuchł w Stawiszczach bunt miasta, którego mieszkańcy wezwali do pomocy kilkutysięczny oddział Iwana Brzuchowieckiego. Stefan Czarniecki nakazał pozostawienie około tysiąca swoich wojsk pod Korsuniem dla śledzenia działań oddziałów Iwana Brzuchowieckiego, główne swoje siły skierował zaś na Stawiszcze. 7 lipca był już pod jego murami, starając się „ukarać miasto za przykład dla innych”.
Obroną Stawiszczy ze strony kozackiej kierowali pułkownicy Diaczko i Bulganin (który w czasach powstania Chmielnickiego dowodził jednym z pułków piechoty). Po podejściu pod miasto, hetman Czarniecki wysłał Tatarów, by ci spalili wszystkie okoliczne wsie i folwarki, zabrali okoliczną ludność w jasyr. Niemal z rozpędu, bo już 11 lipca Czarniecki zdecydował się na generalny atak. Żołnierze hetmańscy i Tatarzy w jednym miejscu przedarli się przez mury i zdobyli bramę miasta. Jednakże Tatarzy od razu rzucili się zdobywanie i wynoszenie za mury miasta jasyru, przez co powstało wśród szturmujących zamieszanie. Wówczas sytuację wykorzystali kozacy, którzy przeszli do kontrataku, organizując kontratak z dwóch innych miejskich bram i szturmujący musieli wycofać się. Wówczas Czarniecki nakazał palenie pól kukurydzy wokół grodu, sprowadzenie z Szarogrodu kul zapalających, granatów mechanizmu do oblężenia miasta. Wedle relacji sam Stefan Czarniecki wielokrotnie ubrany w płaszcz z tygrysiej skóry podchodził pod mury miasta z materiałami wybuchowymi, tymczasem oblegający zasypywali rowy i wały wykopane wokół miasta przez Kozaków.
Na przełomie lipca i sierpnia Polacy spróbowali nocą drugiego szturmu, udało im się przechwycić część wału, ale polscy strzelcy po wdarciu się na mury zostali ostrzelani przypadkowo przez inne polskie oddziały. W wyniku szturmu tysiące Stawiszczan zostało wybitych, aczkolwiek piechota Czarnieckiego doznała wówczas tak dużych strat, że hetman zakazał dalszych szturmów. Sam hetman, oglądając ogrom strat swojej piechoty, miał wypowiedzieć wówczas słowa: „wojna ludzi nie rodzi...”. Dwa szturmu na mury Stawiszcza spowodowały śmierć 5,5 tys. kozackich obrońców miasta. W niektórych pułkach kozackich pozostawało po ledwo kilkadziesiąt osób.
Na skutek nieudanego pierwszego i drugiego szturmu, i braku silnej artylerii Stefan Czarniecki rozkazał rozpoczęcie blokady miasta, którego obroną po śmierci Diaczki dowodził teraz pułkownik kozacki Bulganin.

## Działania zaczepne Iwana Sirko i Iwana Brzuchowieckiego
Skupienie głównych sił Polaków i Tatarów pod Stawiszczami dało Iwanowi Brzuchowieckiemu możliwość przejścia do kontrataku. 30 czerwca 1664 Brzuchowiecki wysłał 2500 Kozaków, 300 Kałmuków i 500 Rosjan pod dowództwem Iwana Sirko pod Humań, gdzie rozbili oni dwukrotnie sprzymierzone z Polakami czambuły tatarskie. Jednak latem przybyły na pole walki w środkowej Ukrainie świeże posiłki Nogajów i Tatarów krymskich sprzymierzone z Czarnieckim. Ten wielokrotnie wysyłał kilkutysięczne podjazdy tatarsko-polskie do łupienia i niszczenia posiadłości kozackich, które zdemolowały m.in. Myrhorod, Łubnie i Krzemieńczuk. Te i inne rajdy oraz nieudana próba kozackiego kontrataku na Korsuń, dezercje posiłków rosyjskich, całkowicie rozbiło plany zaczepne atamanowi kozackiemu Iwanowi Brzuchowieckiemu.

## Kapitulacja Stawiszczy
Sytuacja oblężonego Stawiszcza, pozostawionego samego sobie, bez szans na odsiecz kozacką, stawała się dramatyczna. Wzmocnione oddziały Stefana Czarnieckiego dokonywały brutalnych pacyfikacji całej Ukrainy, do końca sierpnia 1664 zostało wymordowanych ponad 100 tys. chłopów ukraińskich i kozaków. Rebelia kozacka zaczęła dogorywać. Brak żywności, i szans na jakąkolwiek odsiecz zmusiło obrońców Stawiszcza do negocjacji. 7 października buntownicy złożyli broń i zaprzysięgli lojalność polskiemu królowi. Dowódców kozackich oddziały polskie wycięły, resztkę mieszkańców natomiast po zebraniu odszkodowania pieniężnego, oddziały Czarnieckiego pozostawiły przy życiu. Ponadto mieszkańcy Stawiszcza mieli odtąd kwaterować i utrzymywać u siebie dwa pułki koronnego wojska, a sam Czarniecki nakazał zabranie z miasta dzwonów tamtejszej cerkwi – jako kara za to, że „wzywały pospólstwo do walki z Polakami”.

## Kolejna styczniowa rebelia
Kilka miesięcy później, zbuntowane Stawiszcze po raz kolejny wznieciło rebelię. Kozacy wybili stacjonującą w mieście niewielką polską załogę, na skutek czego Stefan Czarniecki postanowił raz na zawsze rozprawić się z nie dającymi się ujarzmić Stawiszczanami. Dywizja wysłana przez Czarnieckiego zdobyła miasto, paląc i niszcząc je następnie całkowicie, a wszystkich mieszkańców wymordowano. Po ówczesnym mieście Stawiszcze pozostały już tylko płonące zgliszcza.
Sam Czarniecki podczas tego szturmu na Stawiszcze został ranny. Na skutek tej właśnie rany i komplikacji związanych z jej leczeniem hetman Czarniecki zmarł 16 lutego 1665 roku.